# Elwood (Kansas)
Elwood é uma cidade localizada no estado americano de Kansas, no Condado de Doniphan.

## Demografia
Segundo o censo americano de 2000, a sua população era de 1145 habitantes.
Em 2006, foi estimada uma população de 1154, um aumento de 9 (0.8%).

## Geografia
De acordo com o United States Census Bureau tem uma área de
5,3 km², dos quais 5,3 km² cobertos por terra e 0,0 km² cobertos por água.

## Localidades na vizinhança
O diagrama seguinte representa as localidades num raio de 16 km ao redor de Elwood.